# Weißkehlschwalbe
Die Weißkehlschwalbe (Hirundo albigularis) ist eine Vogelart aus der Familie der Schwalben (Hirundinidae).

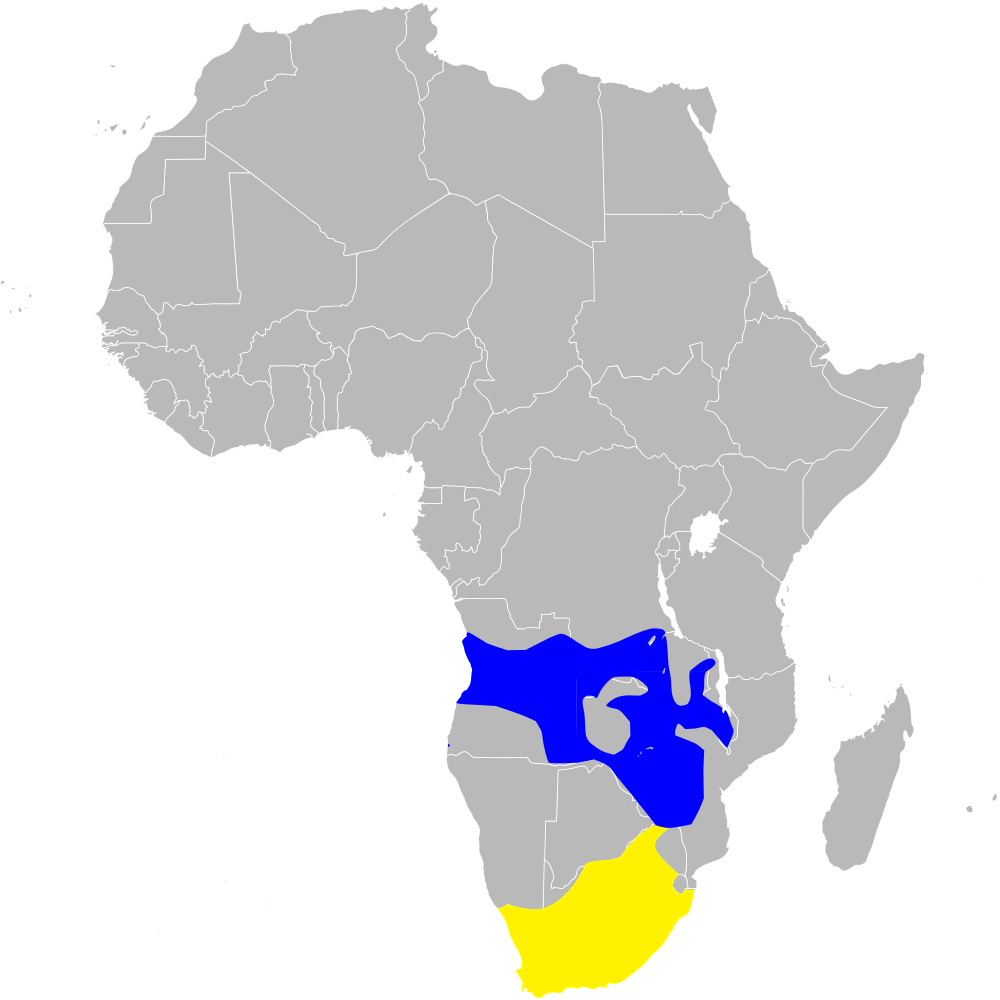
Vorkommen der Weißkehlschwalbe, blau = Südwinter, gelb = Südsommer

Der Vogel kommt in der südlichen Hälfte Afrikas vor von Malawi und Simbabwe bis Südafrika. Außerhalb der Brutzeit ziehen Populationen nach Angola, Sambia und in die Demokratische Republik Kongo, eventuell auch nach Tansania.
Der Lebensraum umfasst Grasland, offene baumbestandene und teilweise überflutete Flächen und menschliche Siedlungen, meist in Wassernähe.
Der Artzusatz kommt von lateinisch albus ‚weiß‘ und lateinisch gula ‚Kehle‘.
Dieser Vogel ist ein Zugvogel. Nach der Brutzeit bilden sich Schwärme von bis zu 1000 Individuen. Die meisten Vögel ziehen in Gebiete nördlich des Sambesis. In Botswana ist die Art Durchzügler hauptsächlich zwischen August und Oktober und März und April.

## Merkmale
Die Art ist 14–17 cm groß und wiegt 16–29 g. Sie ist der Fahlkehlschwalbe (Hirundo aethiopica) ähnlich mit kastanienbrauner Stirn und weißer Kehle, wirkt massiger und hat aber ein durchgehendes blau-schwarzes Brustband. Die Oberseite ist glänzend stahlblau, die Flügel sind bräunlich-schwarz, der Schwanz blau-schwarz, tief gegabelt mit weißen Flecken, aber nicht sehr langen äußeren Steuerfedern. Die beiden innersten Federn tragen kein Weiß. Die Unterseite ist grau-weiß, die Kehle rein weiß, das stahlblaue Brustband ist in der Mitte schmaler. Die Unterflügeldecken sind weiß. Das Weibchen hat einen kürzeren Schwanz. Jungvögel sind matter gefärbt mit blasserer, bräunlicher Stirn, weniger glänzend auf der Oberseite und haben ein schmaleres matt braunes Brustband.
Die Art unterscheidet sich von der ähnlichen Rauchschwalbe (Hirundo rustica), Singschwalbe (Hirundo lucida) und Angolaschwalbe (Hirundo angolensis) durch die weiße Kehle, von der Perlbrustschwalbe (Hirundo dimidiata) durch das Brustband und die Färbung der Stirn. Sie ist größer als die Rotkappenschwalbe (Hirundo smithii), rotbraun nicht am ganzen Scheitel, sondern nur an der Stirn, außerdem hat sie kurze, relativ breite Steuerfedern.
Die Art ist monotypisch.
Mitunter werden Vögel des nördlichen Verbreitungsraumes als eigene Unterart (Ssp.) abgegrenzt und dann als Hirundo albigularis ambigua Bocage, 1877, bezeichnet mit schmaleren Flügeln und kürzerem Schwanz, die Unterschiede sind aber nicht hinreichend.

## Stimme
Der Gesang wird als schnelles, harsches Zwitschern, die Rufe als nasales scharfes „chit“ beschrieben.

## Lebensweise
Die Nahrung besteht hauptsächlich aus Insekten wie Zweiflügler, Käfer und Hautflügler, die einzeln, paarweise oder in kleinen Gruppen, auch zusammen mit anderen Schwalben häufig dicht über dem Boden gejagt werden. Die Art fliegt schnell mit häufigen Richtungswechseln, jagt auch von Ansitzen aus und um andere Säugetiere herum, selten direkt auf dem Erdboden.
Die Brutzeit liegt zwischen August und April, hauptsächlich zwischen Oktober und Dezember, zwei oder mehr Bruten sind möglich. Die Schwalbe baut einzeln stehende Nester aus Lehm an Wände, Dachrinnen oder Decken geklebt, unter Brücken, in Dolen oder an vertikalen und überhängenden Felsen am Wasser.
Das Gelege besteht aus 2–5, meist 3 Eiern, die über 15–16 Tage ausgebrütet werden. Beide Elternvögel füttern die Jungen.

## Gefährdungssituation
Der Bestand gilt als „nicht gefährdet“ (Least Concern).